# Auto de la huida a Egipto

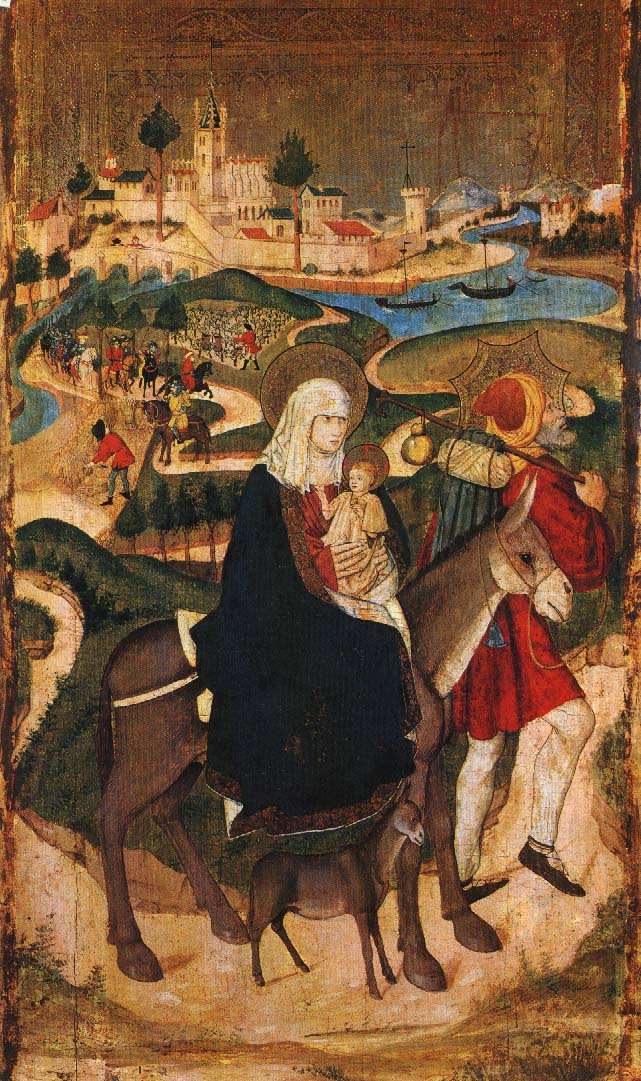
Huida a Egipto, Blasco de Grañén (concluido por Martín de Soria, hacia 1475); temple sobre tabla (156 x 88 cm), retablo mayor de la Iglesia de San Salvador (Ejea de los Caballeros).

Auto de la huida a Egipto es una pieza de ámbito franciscano, en el contexto de los dramas litúrgicos de ambiente monástico. Forma parte de un manuscrito procedente del convento de clarisas de Santa María de la Bretonera, de Belorado (Burgos).  La primera edición conocida fue obra de Justo García Morales, que algunos estudios atribuyeron, con escaso fundamento, a Gómez Manrique.
En el manuscrito figura el nombre de María de Velasco como la persona que lo depositó en el convento, en 1512. Aunque el hispanista Ronald E. Surtz relacionó todo el proceso con lo que él llamó la conexión francesa, refiriéndose a la filosofía franciscana que envuelve la figura de Cristo en este texto.

## Argumento
La acción transcurre, ritual y simétricamente, en dos espacios domésticos: las casas de María y José y la de Zacarías, en Judea, y la posada en Egipto, por una parte; y por otra, separadas por una serranía, la gruta de Juan el Bautista y la actividad del Peregrino que une las dos líneas de acción dramática.
Dado que la estructura del Auto de la huida a Egipto es pareja a la de otros autos de pastores (es decir, no parece pensada para representarse en un templo, sino para el espacio doméstico cortesano o, con mayor probabilidad, conventual), su argumento es sencillo, con dos cuadros paralelos: la huida de la Sagrada Familia de la matanza de Herodes (mezclada con pasajes apócrifos del Pseudo Mateo y del segundo Evangelio árabe de la Infancia), y, por otro lado, el retrato de la vida en el desierto del Bautista. Como curioso enlace entre ambos cuadros, se mueve en la escena el personaje de un Peregrino, de origen dramático. 

### Escenografía
El atrezo del auto tuvo que ser muy elemental: pequeños objetos domésticos (ramos, yerbas, un tarro de miel). Y la acción, mínima, protagonizada por los cuatro personajes principales: María, con el Niño en brazos, el viejo José, y en un escenario simultáneo el Bautista y la Sagrada Familia, con el Peregrino como elemento de enlace entre los cuadros. Se deduce que toda la comunidad de monjas participaba en la representación, repartiéndose palabra, canto y acción. Para Surtz, "la geografía divinizada de los alrededores del convento de Santa María de la Bretonera, pudo servir para la escenificación de este auto" (pero es poco probable, pues no se ha demostrado que la pieza fuese escrita para esta comunidad).